# Tobique River
Der Tobique River  ist ein Fluss im Nordwesten der kanadischen Provinz New Brunswick.
Der Fluss entsteht am Zusammenfluss seiner beiden Quellflüsse – Right Hand Branch Tobique River und Little Tobique River – bei Tobique Forks nördlich von Nictau.
Der Fluss fließt in überwiegend südwestlicher Richtung.

Unterhalb von Nictau passiert der Tobique River Blue Mountain, Oxbow und Plaster Rock, wo der Nebenfluss Wapskeheagan River auf ihn trifft.
Der Tobique River fließt weiter an der Tobique First Nation vorbei zum Saint John River.
Unmittelbar vor dem Tobique Dam befindet sich ein Strand an seinem linken Ufer sowie ein Felsabbruch auf der gegenüberliegenden Flussseite.
Dies ist ein beliebtes Fotomotiv während der Zeit des Indian Summer.
Der Tobique Narrows Dam wurde 1951–1953 etwa einen Kilometer vor der Mündung in den Saint John River von NB Power gebaut.